# Phitosia
Phitosia je  monotipski biljni rod iz porodice glavočika, dio podtribusa Chondrillinae. Jedina je vrsta P. crocifolia, grčki endem s Peoloponeza koji raste jedino po planinskom lancu Tajget.
P. crocifolia je višegodišnja biljka, hemikriptofit busenastog oblika i žutih cvjetova koji naraste do 26 cm visine. 

## Sinonimi
- Crepis crocifolia Boiss. & Heldr.; bazionim
- Soyeria crocifolia Sch.Bip.